# Anthene livida
Anthene livida är en fjärilsart som beskrevs av Henry Trimen 1881. Anthene livida ingår i släktet Anthene och familjen juvelvingar. Inga underarter finns listade i Catalogue of Life.